# Isi ter Jung
Isi ter Jung (voller Name: Isolde ter Jung; * 7. November 1942 in Ulm; † 12. Juni 2007 in Bad Tölz) war eine deutsche Filmschauspielerin. Sie war mit dem Regisseur Eckhart Schmidt verheiratet.

## Karriere
Isolde ter Jung wurde 1942 in Ulm geboren. Im Jahr 1961 heiratete sie den Regisseur Eckhart Schmidt. Dann spielte sie in den Jahren 1964 und 1965 in zwei Kurzfilmen mit. Ihre erste große Rolle hatte sie 1968 als Hella in Jet Generation, dem Regiedebüt ihres Mannes. Ähnlich spielte sie 1970 als Atlantis die Hauptrolle in Männer sind zum Lieben da. Danach war sie nur noch 1996 in Irren ist männlich in einer Nebenrolle zu sehen. Stattdessen arbeitete sie ab 1996 als Line Producer, im Casting, in der Recherche und als Produktionsleitung. Sie starb 2007 in Bad Tölz.

## Filmografie (Auswahl)
- 1964: Nachmittags (Kurzfilm)
- 1965: Die Flucht (Kurzfilm)
- 1968: Jet Generation
- 1970: Männer sind zum Lieben da
- 1996: Irren ist männlich